# Valeria Luiselli
Valeria Luiselli (Ciudad de México, 16 de agosto de 1983) es una escritora y ensayista mexicana. Es autora de los libros de ensayos Papeles Falsos (Sexto Piso, 2010) y Los niños perdidos (Sexto Piso, 2016) y de las novelas Los ingrávidos (Sexto Piso, 2011) La historia de mis dientes (Sexto Piso, 2013) y Desierto sonoro (Sexto Piso, 2019).
Ha publicado en varios periódicos y revistas como Letras Libres, The New York Times, y Dazed & Confused. La crítica alemana la ha llamado la nueva revelación de las letras latinoamericanas. De 2014 a 2016 escribió la columna «Cartas desde Harlem» en el diario El País.

## Biografía
Valeria Luiselli nació el 16 de agosto de 1983 en Ciudad de México y creció en Costa Rica, Corea del Sur, Sudáfrica e India. Actualmente vive en Nueva York con su hija y su sobrina. Es hija del diplomático Cassio Luiselli Fernández quien fue el primer embajador de México en Sudáfrica, por esta razón, durante su infancia, Valeria conoció a Nelson Mandela. Otros referentes familiares fueron su abuela, quien tuvo nueve hijos y se dedicó a ayudar a las comunidades indígenas mexicanas y su madre, quien se mudó a Chiapas por unos años para unirse a los zapatistas.Es egresada de la Facultad de Filosofía y Letras de la Universidad Nacional Autónoma de México. En 2008 se estableció en la ciudad de Nueva York para estudiar un doctorado en literatura comparativa en la Universidad de Columbia.
La escritora colaboró como traductora en la Corte migratoria de Nueva York para la defensa de los niños inmigrantes centroamericanos que llegaban a Estados Unidos, experiencia que vertió en su libro Los niños perdidos.

## Reconocimientos
La escritora ha recibido varios premios importantes: 
- Los Angeles Times Book
- American Book Awards[11]
- Premio Fernanda Pivano 2020

También ha sido nominada dos veces para el 
- National Book Critics Circle Award
- Kirkus Prize

De igual manera, ha sido honrada con el premio “5 Under 35” de National Book Foundation y beneficiaria de Bearing Witness Fellowship of The Art for Justice Fund. En el 2016, fue una de las finalistas del National Book Critics Circle Award en Los Estados Unidos.

## Eventos relevantes de su vida
Valeria Luiselli dejó su país natal por primera vez a los 2 años, durante el transcurso de su vida viajó mucho ya que su padre era un diplomático mexicano. Su madre abandonó a su familia para unirse al movimiento Zapatista en México. En una entrevista el 23 de febrero del 2019 la autora dijo «Provengo de un linaje matriarcal que siempre ha participado mucho en la política y la sociedad». En esta entrevista también hace referencia a su abuela, quien trabajó con comunidades indígenas en Puebla. Valeria Luiselli es  parte de una familia que estaba activamente involucrada con la política. A los 19 años decidió regresar a México en donde obtuvo su licenciatura en Filosofía en la Universidad Nacional Autónoma de México (UNAM). Fue ahí en donde ella comenzó a escribir.
En 2011 se mudó a Nueva York, junto a su hija Maia, y su esposo, el escritor Álvaro Enrigue.

## Premios
- El libro Los niños perdidos. Un ensayo en cuarenta preguntas (Tell me How it Ends an Essay in Forty Questions) ganó el premio American Book Award el 28 de octubre de 2018.15
- Es ganadora del premio Metropolis Azul por su novela La historia de mis dientes16
- En 2020 es la primera mujer  en ganar el [./Https://en.wikipedia.org/wiki/Folio%20Prize premio Rathbones Folio]  por su obra Lost Children Archive.[14]
- Su obra, Desierto sonoro, fue ganadora del Premio Literario de Dublín 2021.
- En 2022 ha sido galardonada con el premio de la Feria Internacional del Libro del Estado de México (FILEM 2022), el primer premio que recibe en México.[15]

## Obras

### Novela
- Los ingrávidos (Sexto Piso, 2011).
- La historia de mis dientes (Sexto Piso, 2013).
- Lost Children Archives (Desierto sonoro, Sexto Piso, 2019).

### Ensayo
- Papeles falsos (Sexto Piso, 2010).
- Where You Are, "Swings of Harlem" (Visual Editions, 2013).
- Los niños perdidos. Un ensayo en 40 preguntas (Sexto Piso, 2016).

### Resumen deLos Ingrávidos[16]2012
Los Ingrávidos es la novela más laureada de Luiselli. La novela versa sobre la vida de una editora que vive en la ciudad de Nueva York y su interacción con fantasmas, especialmente el de Gilberto Owen. En esta novela se establece un paralelismo entre la juventud de la protagonista, su vida como escritora, como esposa y madre, y la vida de Owen quien es presentado en circunstancias similares. En esta novela Luiselli establece una clara relación entre la añoranza del pasado, sus vivencias como madre y su deseo profesional. Según Liliana Muñoz “Los ingrávidos es una novela sobre dos personajes que se van desdibujando hasta convertirse en espectros de sí mismos, en tiempos y espacios diferentes. La narradora escribe desde su vida presente. No puede respirar: tiene un niño mediano, una bebé y un marido entrometido. Su válvula de escape es la escritura. En las noches de insomnio, escribe párrafos larguísimos sobre otra vida, una vida que es y no es la suya, mientras el fantasma de Gilberto Owen empieza a ocupar los espacios que ella deja vacíos.”

### Resumen de “Los niños perdidos. Un ensayo en 40 preguntas” 2017
El ensayo ganador del American Book Award “Tell me How it Ends An Essay in Forty Questions”, presenta a Luiselli la narradora como voluntaria intérprete en el tribunal de la ciudad de Nueva York. En su ensayo Luiselli describe las 40 preguntas que están en el formulario de admisión que inmigración le proporciona a los menores indocumentados. Los menores viajan desde México y Centroamérica en busca del “sueño americano”. Luiselli se encarga de hacerle las preguntas a los menores y ella transcribe las respuestas en inglés. Después los abogados revisan los formularios transcritos y trabajan en cada caso para así decidir el estatus legal de cada menor. A través del libro Luiselli incorpora terminología legal y explica su definición e importancia. Luiselli no solo se enfoca en relatar diferentes aspectos de su experiencia como intérprete sino también relata detalles de su vida personal. Luiselli explica cómo ella y su pareja vivieron en Manhattan NY como extranjeros no residentes por tres años. En este ensayo Luiselli hace un llamado a la concientización y responsabilidad a los menores indocumentados cuyas vidas se encuentran bajo incertidumbre.

### Sobre su trabajo
Rosa Montero, El País:

"Por modesta que sea, toda manifestación artística ha de tener algo de alucinación, de fuego en los ojos, de delirio. La primera novela de Valeria Luiselli, rebosante de humor y de horror, de sutiles coincidencias e inaudibles gritos, está llena de esa libertad, de ese fuego y de una inmensa promesa. Tremenda escritora. Y crecedera".

Jon Lee Anderson, sobre Los niños perdidos:

"Éste es un libro profundamente conmovedor, que en sus poco más de cien páginas, con su título simple, provocador, se presenta como una historia sencilla, guiada por cuarenta preguntas. Sin embargo, nos encontramos ante una historia de gran fuerza, hermosamente narrada por Valeria Luiselli. Estoy seguro de que todo aquel que lo lea no se arrepentirá, ni lo olvidará tan fácilmente".

En 2018 recibió el premio American Book Award por su obra Los niños perdidos, convirtiéndose en la segunda autora mexicana en recibir este galardón, después de Reyna Grande.